# L.A. Noire
L.A. Noire er et computerspil, der foregår i 1947 i Los Angeles. Hovedpersonen Cole Phelps, en 2. verdenskrigs veteran, er politimand i byen. Han opklarer forbrydelser og arbejder sig langsomt op igennem systemet.